# Ribeiradio
Ribeiradio is een plaats (freguesia) in de Portugese gemeente Oliveira de Frades en telt 1208 inwoners (2001).